# فالينتينا فيزالي

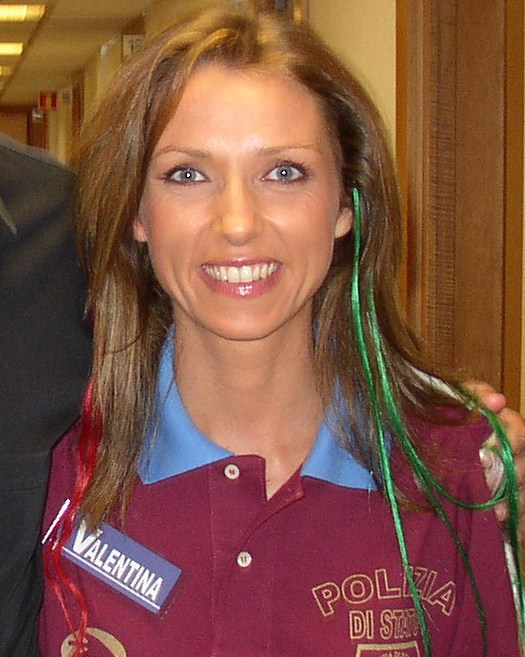

فالينتينا فيزالي (Valentina Vezzali) هي لاعبة أولمبية لرياضة مبارزة سيف الشيش من إيطاليا. شاركت في الأولمبياد الصيفي في 1996–2012، وفازت بما مجموعه 9 ميداليات.

## الميداليات
| ذهب | فضة | برونز | المجموع |
| 6   | 1   | 2     | 9       |

## روابط خارجية
- فالينتينا فيزالي على موقع IMDb (الإنجليزية)
- فالينتينا فيزالي على موقع الاتحاد الدولي للمبارزة (الإنجليزية)
- فالينتينا فيزالي على موقع الاتحاد الأوروبي للمبارزة (الإنجليزية)
- فالينتينا فيزالي على موقع اللجنة الأولمبية الدولية (الإنجليزية)
- فالينتينا فيزالي على موقع أوليمبيديا (الإنجليزية)
- فالينتينا فيزالي على موقع اللجنة الأولمبية الإيطالية (الإيطالية)